# Поппингер, Мануэль
Мануэ́ль По́ппингер (нем. Manuel Poppinger; род. 19 мая 1989, Инсбрук, Австрия) — австрийский прыгун с трамплина, серебряный призёр чемпионата мира 2015 года.

## Спортивная карьера
На чемпионате мира 2015 года в Фалуне стал серебряным призёром в командном первенстве, в личных соревнованиях занял 32-е место на большом трамплине. 
В кубоке мира лучшим индивидуальным результатом Поппингера является 7-е место на гигантском трамплине в Викерсунне в сезоне 2014/2015.